# Thenea irregularis
Thenea irregularis är en svampdjursart som beskrevs av Thiele 1898. Thenea irregularis ingår i släktet Thenea och familjen Pachastrellidae.
Artens utbredningsområde är havet kring Japan. Inga underarter finns listade i Catalogue of Life.